# Lara Stone
Lara Catherina Stone (Geldrop, 20 december 1983) is een Nederlands supermodel en actrice. Stone is geboren als dochter van een Nederlandse moeder en een Britse vader en is opgegroeid in Mierlo. Op haar 16e verhuisde ze naar Parijs en begon een carrière als model.

## Privé
Stone heeft twee zoons, één met haar eerste echtgenoot komiek David Walliams en één met haar huidige echtgenoot.

## Carrière

### Model
Stone werd ontdekt door een modellenscout in de Parijse metro, toen ze 14 jaar was. Ze deed mee toen ze 15 was aan de Elite Model Look in 1999. Ze won niet maar tekende wel een contract met Elite. Na jaren als een weinig succesvol model te hebben gewerkt, kwam er een ommezwaai toen ze tekende bij IMG in 2006. Kort daarna opende ze de haute coutureshow van Givenchy in Parijs.
Ze heeft shows gelopen voor Louis Vuitton, Chanel, Lanvin, Miu Miu, Fendi, MaxMara, Pollini, Prada, Anna Sui, Marc Jacobs, Michael Kors, Stella McCartney, Zac Posen, Balmain, Celine, Hermès, Jean Paul Gaultier, Dolce & Gabbana, Givenchy, Karl Lagerfeld, Missoni, Emanuel Ungaro, en Victoria's Secret. Stone stond ook op de Pirelli kalender 2009. En ze was onder meer het gezicht voor Louis Vuitton. Door de Franse Vogue werd ze een van de modellen van de 00s genoemd. In 2010 won Stone de Model of the Year award tijdens de British Fashion Awards.

### Actrice
Lara Stone's carrière voor de camera begon in 2016 in de Opera van Parijs, toen ze naast Yvan Attal, Arthur Igual, Mathilde Bisson, Jérémie Bélingard, Akaji Maro en Nassim Amaouche te zien was in de kortfilm En moi van Laetitia Casta. De film ging in première op 19 mei 2016 op het filmfestival van Cannes als slotfilm in de sectie Semaine de la critique.